# Sabal mexicana
Espèce
Classification phylogénétique
Sabal mexicana est une espèce de plantes de la famille des Arecaceae (les palmiers) qui appartient au genre Sabal.
Synonymes : Sabal texana, Sabal xtexensis.

## Répartition
Ce palmier se retrouve au sud du Texas, au Mexique, Honduras et au Guatemala.

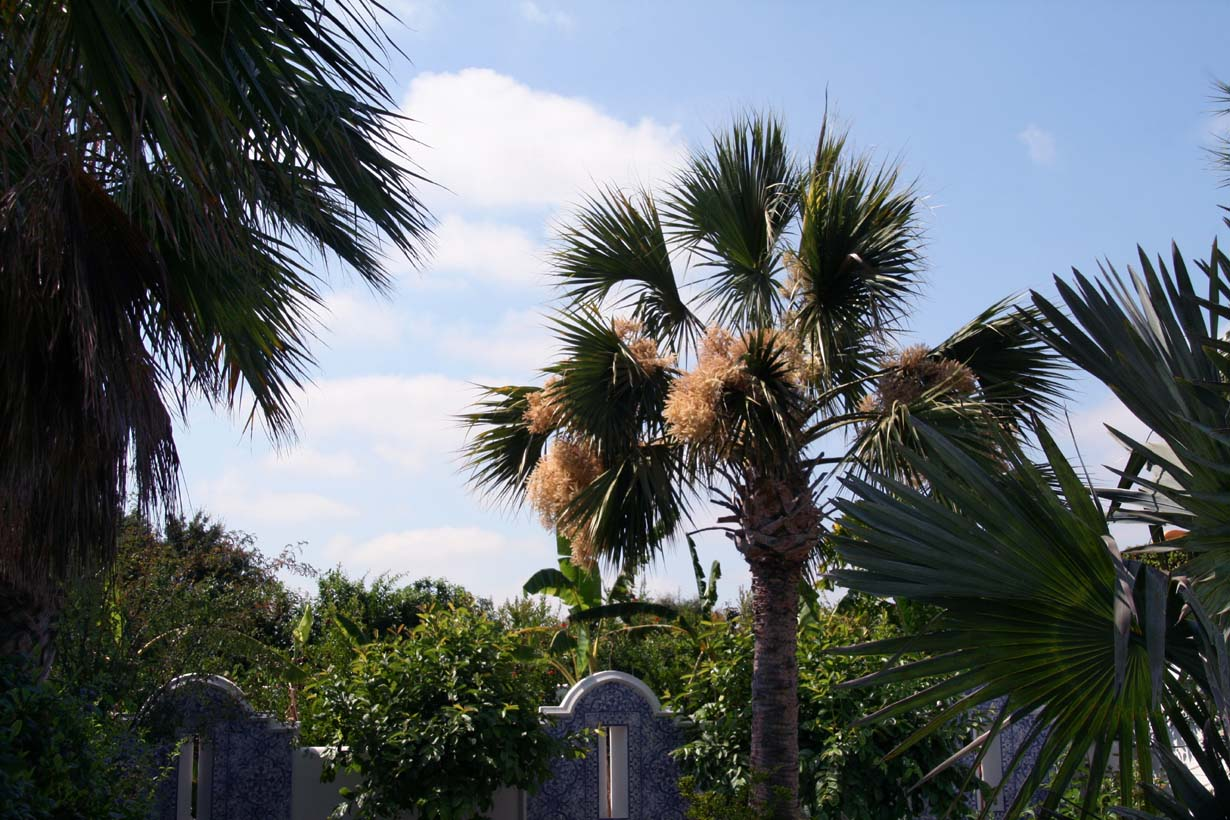
floraison d'un Sabal mexicana (Alentejo - Portugal)

1. ↑  IPNI. International Plant Names Index. Published on the Internet http://www.ipni.org, The Royal Botanic Gardens, Kew, Harvard University Herbaria & Libraries and Australian National Botanic Gardens., consulté le 1 août 2020.

## Description
C'est un sabal de taille moyenne, c'est-à-dire 15 m à l'âge adulte.
Son stipe est gris, formé par la base des pétioles qui sont persistants.

Les feuilles sont costapalmées de couleur vert clair, et les pétioles sont inermes. La floraison est mellifère.

## Culture
C'est un palmier résistant au froid, encore peu courant en culture, de croissance lente. Il produits des petits fruits de la taille d'une myrtille et marron foncé, comestibles, doucereux.